# Andrew Henry
Andrew Henry (* 1775 im Fayette County, Province of Pennsylvania; † 10. Januar 1832) war ein US-amerikanischer Trapper und Pelzhändler und Mitbegründer der Rocky Mountain Fur Company. Nach ihm sind mehrere Flüsse in Idaho und Utah und ein See in Idaho benannt.

## Leben
Andrew Henry wurde als Sohn von George und Margaret Henry in Fayette County Pennsylvania im Jahre 1775 geboren. 1799 zog er nach Nashville in Tennessee. Im April 1800 zog er nach Sainte Genevieve im damaligen Französisch Louisiana, dem heutigen Missouri. Am 16. Dezember 1805 heiratete er Marie Villars. Einer der Trauzeugen war sein späterer Handelspartner William Henry Ashley. Die Ehe war jedoch nicht von langer Dauer, bereits im Oktober 1807 wurde sie geschieden. Henry wird als kultivierter Gentleman beschrieben, der Literatur liebte und zeitlebens und gut Violine spielte.
Im April 1807 brach er zusammen mit Manuel Lisa, George Drouillard, John Potts, Peter Weiser und anderen Teilnehmern zu einer Expedition entlang des Missouri River auf. Nahe der Mündung des Platte River trafen sie auf John Colter, der sich 1806 von der zurückkehrenden Lewis-und-Clark-Expedition getrennt und seitdem die Region alleine erkundet hatte. Lisa gewann John Colter als Scout für die Expedition. Über den Yellowstone River zogen sie zur Mündung des Bighorn River. Im November 1807 errichteten sie die Handelsstation Fort Raymond, auch als Manuels Fort bekannt. Es war die erste Handelsstation im Gebiet des späteren Montana. Nach Lisas Rückkehr nach St. Louis kaufte sich Andrew Henry in Manuel Lisas Missouri Fur Company ein und stieg vom Angestellten zum Gesellschafter auf. 
Im Frühling 1809 brachen sie erneut zu einer Expedition entlang des Missouri in das Gebiet der heutigen Bundesstaaten Montana und Idaho auf. Sie errichteten die Handelsstation Fort Lisa und kauften Biberpelze von den Indianern des Gebietes. Sie erkundeten die Three Forks des Missouri Rivers, wo es zu gewaltsamen Auseinandersetzungen mit den Blackfoot-Indianern kam. Auf der Flucht nach Süden überschritt Henry als erster weißer Amerikaner seit der Lewis-und-Clark-Expedition 1804–06 den Hauptkamm der Rocky Mountains und gelangte ins heutige Idaho. Im Frühling 1811 entdeckte er den nach ihm benannten Henrys Lake und den Fluss Henrys Fork in der Nähe des heutigen St. Anthony (Idaho). Außerdem erkundete er Teile des Oberlaufs des Snake River und des Green River, letzteren als erster weißer Amerikaner. Im Januar 1812 kehrte Andrew Henry nach St. Louis zurück.
Während des Britisch-Amerikanischen Krieges von 1812 trat er in die Missouri-Miliz ein und erreichte den Rang eines Majors. 1818 heiratete er die beträchtlich jüngere Mary Flemming. Mit ihr hatte er vier Kinder.
1822 wurde er mit William Henry Ashley Mitbegründer von Ashley & Henry, der späteren Rocky Mountain Fur Company. Major Henry führte eine Expedition von 150 Männern, 60 Pferden und einem Boot entlang des Missouri River zur Mündung des Yellowstone River. Er gründete dort das kurzlebige Fort Henry. 1823 nahmen er und einige seiner Männer am Feldzug der US-Armee und privater Truppen der Trapper gegen die Arikaree am Missouri River teil. 1824 verließ er die Partnerschaft mit William H. Ashley und kehrte nach St. Louis zurück. Er starb am 10. Januar 1832.
In dem 2015 veröffentlichten Film The Revenant – Der Rückkehrer wird er von Domhnall Gleeson dargestellt.